# Équipe de France de football en 1948
Chronologie
Saison précédente Saison suivante
Cet article traite de l'année 1948 de l'équipe de France de football.
- Pour la première fois, les maillots sont numérotés.
- La FIFA autorise les remplacements lors d'un match amical en première mi-temps, sauf pour le gardien (tout le match).
- Helenio Herrera n'est plus le préparateur physique. Henri Roessler le remplace.

## Les matchs
| Date            | Stade                                           | Adversaire      | Score | Comp | Buteurs français                                     |
| 4 avril 1948    | Stade olympique Yves-du-Manoir Colombes, France | Italie          | D 1-3 | A    | Barrate (71epen)                                     |
| 23 mai 1948     | Stade olympique Yves-du-Manoir Colombes, France | Écosse          | V 3-0 | A    | Bongiorni (55e), Flamion (60e), Barrate (79e)        |
| 6 juin 1948     | Heysel Bruxelles, Belgique                      | Belgique        | D 2-4 | A    | Cuissard (47e), Ben Barek (74e)                      |
| 12 juin 1948    | Sparta Prague, Tchécoslovaquie                  | Tchécoslovaquie | V 4-0 | A    | Batteux (62e), Barrate (66e et 89e) et Baillot (74e) |
| 17 octobre 1948 | Stade olympique Yves-du-Manoir Colombes, France | Belgique        | N 3-3 | A    | Flamion (9e et 50e) Barrate (22e)                    |

A : match amical.

## Les joueurs
| Joueurs                                                     |    |    |    |    |     |
| Gardiens de but                                             |    |    |    |    |     |
| Marcel Domingo (Stade français) (1reet dernière sélection)  | 90 |    |    |    |     |
| Julien Darui (CORT Roubaix)                                 |    | 90 | 90 | 90 | 90  |
| Défenseurs                                                  |    |    |    |    |     |
| Roger Marche (Stade de Reims)                               | 90 | 90 | 90 | 90 | 90  |
| Robert Jonquet (Stade de Reims) (1resélection)              | 90 |    |    |    |     |
| André Grillon (Stade français) (9esélection)                | 90 |    |    |    |     |
| Guy Huguet (AS Saint-Étienne) (1resélection)                |    | 90 | 90 | 90 | 90  |
| Jean Grégoire (Stade français)                              |    | 90 | 90 |    |     |
| Henri Guérin (Stade rennais) (1resélection)                 |    |    |    |    | r49 |
| Milieux                                                     |    |    |    |    |     |
| Antoine Cuissard (AS Saint-Étienne)                         | 90 | 90 | 90 | 90 | 41  |
| Jean Prouff (Stade rennais/Stade de Reims)                  | 90 | 90 | 90 | 90 | 90  |
| Larbi Benbarek (Stade français)                             | 90 | 90 | 90 | 90 |     |
| Oscar Heisserer (RC Strasbourg) (25eet dernière sélection)  | 90 |    |    |    |     |
| Louis Hon (Stade français)                                  |    |    |    | 90 | 90  |
| Attaquants                                                  |    |    |    |    |     |
| Jean Baratte (Lille OSC)                                    | 90 | 90 | 90 | 90 | 85  |
| René Alpsteg (AS Saint-Étienne) (5esélection)               | 90 |    |    |    |     |
| Ernest Vaast (RC Paris) (14esélection)                      | 90 |    |    |    |     |
| Pierre Flamion (Stade de Reims) (1resélection)              |    | 90 | 90 | 90 | 90  |
| Émile Bongiorni (RC Paris) (dernières sélections)           |    | 90 | 90 |    |     |
| Georges Sesia (FC Nancy) (1reet dernière sélection)         |    | 90 |    |    |     |
| Albert Batteux (Stade de Reims) (1resélection)              |    |    | 90 | 90 | 90  |
| Henri Baillot (FC Metz) (1resélection)                      |    |    |    | 90 | 90  |
| Pierre Sinibaldi (Stade de Reims) (2det dernière sélection) |    |    |    |    | 90  |